# Auguste-Jean Gilliot
Auguste-Jean Gilliot, francoski general in politik, * 6. junij 1890, Hagetmau, Francija, † 1. april 1972, Metz, Francija.